# 阿爾賓·埃克達爾
阿爾賓·埃克達爾（瑞典語：Albin Ekdal；1989年7月28日—）是一位瑞典足球運動員。在場上的位置是中場。現效力於瑞典足球超级联赛球隊佐加頓斯，曾效力於卡利亞里足球俱樂部。他也代表瑞典國家足球隊參賽。